# 卡姆登戰役
卡姆登戰役（英語：Battle of Camden）在1780年8月16日發生於今美國南卡羅萊納州卡姆登以北10公里，是美國獨立戰爭裡大不列顛王國徹底擊敗美國的一場戰役，加強了英國對卡羅萊納省的控制。中將查爾斯·康沃利斯領導英軍，兵力2100；少將霍雷肖·蓋茲領導美軍，兵力4000。